# 469705 ǂKá̦gára
469705 ǂKá̦gára è un oggetto transnettuniano di natura binaria di circa 138 km di diametro. Scoperto nel 2005, presenta un'orbita caratterizzata da un semiasse maggiore pari a 43,8296016 au e da un'eccentricità di 0,0871884, inclinata di 2,86936° rispetto all'eclittica.
Il telescopio Hubble ha individuato nel 2009 un satellite che ha ricevuto la designazione provvisoria di S/2009 (469705) 1 per poi essere ribattezzato (469705) I ǃHãunu. Il satellite ha un diametro di 122 km che è di poco inferiore a quello della componente principale. Il satellite orbita ad una distanza di circa 7700 km, impiegando circa 128 giorni a completare una rivoluzione.
L'asteroide è il satellite sono dedicati a ǂKá̦gára e ǃHãunu, due personaggi della mitologia del popolo San, la cui epica lotta nell'oriente del mondo, combattuta a suon di fulmini, produsse nuvole grandi come montagne e pioggia.

## Osservazione
La geometria orbitale è tale per cui le due componenti stanno dando luogo ad una serie di occultazioni reciproche iniziate nel 2015 e che dureranno fino al 2035. Le occultazioni ad opera del corpo maggiore hanno una durata di circa 2 giorni, quelle del corpo minore di circa 8 ore. Queste ultime si presenteranno soltanto nel periodo tra il 2022 e il 2027.